# Bavarian Nordic
Bavarian Nordic A/S er en bioteknologisk lægemiddelvirksomhed med speciale i forskning, udvikling og fremstilling af vacciner til smitsomme sygdomme. Virksomheden blev stiftet i 1992, og havde Asger Aamund som bestyrelsesformand fra 1992 til 2014, herefter Gerardus Wilhelmus Maria van Odijk frem til 2023, hvor Luc Debruyne overtog posten. Bavarian Nordic har hovedsæde i Hellerup og produktion i Kvistgård, Helsingør og i Thörishaus, Schweiz, samt forsknings- og udviklingsfaciliteter nær München, Tyskland og San Diego, Californien samt et kontor nær Raleigh, North Carolina.
Fra december 2017 til december 2018 var virksomheden optaget på OMX C25-indekset, og den kom igen med i indekset fra juni 2020.
Firmaet betaler delvist for hurtigbus mellem Kvistgård-afdelingen og Humlebæk Station.